# Merineith
Merineith (mrỉỉ-nt, „Neith kedveltje”), más néven Meriré (mrỉỉ-rˁ, „Ré kedveltje”) ókori egyiptomi hivatalnok volt az Amarna-korban, i. e. 1350 körül. Főleg szakkarai sírjából ismert, amelyet 2001-ben találtak meg. Lehetséges, hogy azonos Merirével, Aton főpapjával, aki amarnai sírjából ismert.

## Élete
Családi hátteréről nem sokat tudni. III. Amenhotep uralkodása alatt születhetett, apja egy Haut nevű hivatalnok volt, anyja neve nem ismert. Sírja legkorábban elkészült részein az „Aton templomának háznagya”, később az „Aton memphiszi templomának háznagya” címet viseli. Ezt a hivatalt Ehnaton uralkodásának elején tölthette be.
Ehnaton uralkodásának 9. éve körül Merineith megváltoztatta a nevét Merirére, összhangban az uralkodó által kezdeményezett vallási reformokkal. Szakkarai sírjában is átvésette a nevét. Nagy valószínűséggel Ehnaton uralkodása alatt viselte az „Aton templomának írnoka Ahet-Atonban és Memphiszben”, valamint az „Aton látóinak legnagyobbika” címeket. Az utóbbi cím Aton főpapjának címe, és egy ilyen nevű főpap ismert amarnai sírjából. Lehetséges, hogy a két Meriré ugyanaz a személy. Pályája végén, Tutanhamon uralkodása alatt visszaköltözött Memphiszbe, visszaváltoztatta nevét Merineithre, és Neith főpapja lett. Tutanhamon uralkodásának első éveiben halhatott meg. Sírja díszítésének nagy része ezekben az években készült el. Lehetséges, hogy élete vége felé kegyvesztett lett, és sosem temették ide, mert a sírkamrában nem találtak a nevét viselő tárgyakat.

## Fordítás
- Ez a szócikk részben vagy egészben  a   Meryneith című angol Wikipédia-szócikk ezen változatának fordításán alapul.  Az eredeti cikk szerkesztőit annak laptörténete sorolja fel. Ez a jelzés csupán a megfogalmazás eredetét és a szerzői jogokat jelzi, nem szolgál a cikkben szereplő információk forrásmegjelöléseként.

## Külső hivatkozások
- Merineith/Meriré sírja